# Noora Tulus
Noora Tulus (* 15. August 1995 in Vantaa) ist eine finnische Eishockeyspielerin, die seit Juli 2024 bei den New York Sirens in der Professional Women’s Hockey League unter Vertrag steht. Zudem ist sie seit 2015 Mitglied der finnischen Frauen-Nationalmannschaft, mit der sie bei den Olympischen Winterspielen 2018 und 2022 jeweils die Bronzemedaille gewann.

## Karriere
Noora Tulus begann ihre Eishockeykarriere im Nachwuchsbereich von TuusKi. Mit der U16-Mädchen-Mannschaft gewann sie 2009 und 2011 die finnische Meisterschaft und wurde parallel ab 2010 in der Frauenmannschaft von KJT in der dritthöchsten Frauenspielklasse Finnlands, der damaligen Suomi-sarja, eingesetzt. Ab 2011 spielte KJT in der zweitklassigen I-divisioona, die 2012 in Naisten Mestis umbenannt wurde. 2013 gelang KJT der Aufstieg aus der Mestis in die damalige Naisten SM-sarja, die höchste Spielklasse im finnischen Fraueneishockey. Zu diesem Erfolg trug Tulus als beste Torschützin, beste Vorlagengeberin und Topscorerin bei.
Während der Saison 2013/14 wechselte sie innerhalb der SM-sarja zum Topteam der Espoo Blues Naiset, mit denen sie 2014 und 2015 jeweils die finnische Meisterschaft gewann. Insgesamt erzielte sie bis 2016 in 73 Spielen der regulären Saison 59 Tore und 72 Assists sowie 4 Playoff-Tore und 2 Vorlagen. 
Tulus wechselte im Frühjahr 2016 von den Espoo Blues zum Luleå HF in die Riksserien (ab 2016/17 SDHL) und gewann wenige Wochen später ihre erste schwedische Meisterschaft mit dem Team. In den folgenden Jahren gewann sie die schwedische Meisterschaften 2018, 2019, 2021, 2022, 2023 und 2024. Dabei bestritt Tulus insgesamt 254 Hauptrundenspiele, in denen sie 111 Tore und 214 Assists erzielte. In den Playoffs 31 Tore und 40 Assists in 73 Spielen hinzu. Zudem wurde sie in der Saison 2023/24 mit 22 Toren, 39 Assists und 61 Punkten Topscorerin der SDHL.
Am 10. Juni 2024 wurde Tulus im Rahmen des PWHL Draft 2024 in der dritten Runde als 13. Spielerin insgesamt von PWHL New York ausgewählt. Am 25. Juli des gleichen Jahres unterzeichnete sie einen Zweijahresvertrag mit dem Franchise, das wenig später in New York Sirens umbenannt wurde.

### International
Noora Tulus gehörte ab 2011 der finnischen U18-Frauen-Eishockeynationalmannschaft an und nahm mit dieser an den U18-Weltmeisterschaften 2009 und 2012 teil, wobei sie mit den U18-Frauenteam die Bronzemedaille gewann. 2015 wurde sie erstmals für eine Frauen-Weltmeisterschaft nominiert und gewann beim Turnier in Schweden ebenfalls die Bronzemedaille. Seither ist sie ein fester Bestandteil der finnischen Frauen-Nationalmannschaft und gewann zwei Jahre später, bei der WM 2017 erneut die Bronzemedaille.
Bei den Olympischen Winterspielen 2018 gewann sie mit der Bronzemedaille ihre erste Olympische Medaille, ehe sie bei der Weltmeisterschaft 2019 erstmals die Silbermedaille errang. Zu diesem Erfolg trug sie 6 Torvorlagen in 7 Spielen bei.
Weitere Medaillengewinne bei Weltmeisterschaften folgten 2021 und 2024 sowie 2022 der Gewinn der olympischen Bronzemedaille.
Bis 2024 absolvierte sie 184 Eishockey-Länderspiele, in denen sie 38 Tore erzielte und 92 Torvorlagen gab, und gehört damit zu den erfolgreichsten finnischen Nationalspielerinnen.

## Erfolge und Auszeichnungen
- 2009 Meisterin der U16-SM-sarja mit TuusKi
- 2009 Beste Torschützin und Topscorerin der U16-SM-sarja
- 2010 Beste Torschützin und Topscorerin der U16-SM-sarja
- 2011 Meisterin der U16-SM-sarja mit TuusKi
- 2011 Beste Torschützin und Topscorerin der U16-SM-sarja
- 2012 Meisterin der I-divisioona mit KJT
- 2013 Aufstieg aus der Naisten Mestis in die Naisten SM-sarja mit KJT
- 2013 Beste Torschützin, Vorlagengeberin und Topscorerin der Naisten Mestis
- 2014 Finnische Meisterin mit den Espoo Blues Naiset
- 2015 Meisterin der U20-SM-sarja mit den Espoo Blues Naiset (U20)
- 2015 Finnische Meisterin mit den Espoo Blues Naiset
- 2015 Emma-Laaksonen-Trophäe (Fairplay-Auszeichnung der Naisten SM-sarja)
- 2016 Schwedische Meisterin mit dem Luleå HF
- 2018 Schwedische Meisterin mit dem Luleå HF
- 2019 Schwedische Meisterin mit dem Luleå HF
- 2021 Schwedische Meisterin mit dem Luleå HF
- 2022 Schwedische Meisterin mit dem Luleå HF
- 2023 Schwedische Meisterin mit dem Luleå HF
- 2024 Schwedische Meisterin mit dem Luleå HF
- 2024 Topscorerin und beste Vorlagengeberin der SDHL

### International
- 2011 Bronzemedaille bei der U18-Weltmeisterschaft
- 2015 Bronzemedaille bei der Weltmeisterschaft
- 2017 Bronzemedaille bei der Weltmeisterschaft
- 2018 Bronzemedaille bei den Olympischen Winterspielen
- 2019 Silbermedaille bei der Weltmeisterschaft
- 2021 Bronzemedaille bei der Weltmeisterschaft
- 2022 Bronzemedaille bei den Olympischen Winterspielen
- 2024 Bronzemedaille bei der Weltmeisterschaft
- 2025 Bronzemedaille bei der Weltmeisterschaft

## Karrierestatistik
(Legende zur Spielerstatistik: Sp oder GP = absolvierte Spiele; T oder G = erzielte Tore; V oder A = erzielte Assists; Pkt oder Pts = erzielte Scorerpunkte; SM oder PIM = erhaltene Strafminuten; +/− = Plus/Minus-Bilanz; PP = erzielte Überzahltore; SH = erzielte Unterzahltore; GW = erzielte Siegtore; 1 Play-downs/Relegation; Kursiv: Statistik nicht vollständig)